# Silent Hill: Orphan
Silent Hill: Orphan (também conhecido como Silent Hill Mobile na Europa) é uma minisérie de jogos da série Silent Hill a ser lançado para o telefone celular. O jogo é baseado em um orfanato abandonado e é jogado através da primeira pessoa, no sistema de aponte e clique. Para que o jogador sobreviva, é necessário resolver uma série de enigmas utilizando-se de vários itens e pistas espalhados pelo local. Orphan também apresenta uma nova perspectiva sobre alguns últimos acontecimentos da cidade. Silent Hill Orphan é dividido em três partes a primeira intitulada apenas como Orphan, a segunda Silent Hill Mobile 2 (Silent Hill Mobile 2: The Escape na Europa) e Silent Hill Mobile 3, ambos os capítulos 2 e 3 apresentam uma adaptação para Touch Screen.

## Sinopse
Orphan começa em um orfanato abandonado, o chamado "Orfanato Sheppard" em Silent Hill, onde há trinta anos quase todas as crianças foram mortas em suas camas durante uma misteriosa noite, com exceção de 3; Ben, Moon e Karen. O jogo é divido em três capítulos interligados entre si lançando alguma luz sobre os acontecimentos daquela noite bem como o passado dos personagens, sendo eles: Silent Hill: Orphan que se passa no orfanato, Silent Hill: Mobile 2 que se passa no hospital de Silent Hill, e Silent Hill Mobile 3 que se passa em uma estranha mansão abandonada.

## Personagens

### Ben
Ben foi um dos poucos sobreviventes de Sheppard, já que durante o massacre conseguiu chegar até os chuveiros onde permaneceu por um longo tempo. Ao longo do jogo Ben decide voltar no orfanato 30 anos após o ocorrido para descobrir a verdade sobre o incêndio. Ao chegar no local passa a ouvir uma voz desconhecida (Alessa).

### Moon
Moon foi uma menina que por problemas mentais tentou se suicidar várias vezes, sendo deixada no orfanato por seus pais, por acharem que ela receberia um tratamento melhor. Sendo uma das sobreviventes, Moon tem várias visões do orfanato até que em determinado momento decide retornar para investigar "coincidencialmente" ao mesmo tempo que Ben sendo guiada pela mesma voz que ele escuta.

### Karen
Outra órfã sobrevivente que foi posta no orfanato após sobreviver a um incêndio na mansão em que morava, que resultou na morte de seus pais. Karen e acorda já no orfanato sem se lembrar como chegou lá, mas parece ter uma certa conexão com as mortes da misteriosa noite. Atualmente, Karen também trabalha como uma enfermeira do hospital de Silent Hill.

### Lucas
Um jovem homem com aparentes problemas mentais que acorda no hospital de Silent Hill completamente sem memória de quem era ou a razão de estar lá. Ao longo do game se é sugerido que Lucas é filho de Vincent que por alguma razão foi deixado no orfanato sendo uma das crianças mortas, mas tarde sendo revivido e criado por Karen. Ainda sim muitos mistérios permanecem em aberto sobre esse personagem.

### Vincent
Um bombeiro que esteve trabalhando em Silent Hill e assim como Karen parece ter uma conexão com todo o incidente. Ouve uma voz que o manda voltar ao hospital ou "ele (a) vai falar a verdade". Mais tarde se é revelado que a "verdade" é que Vincent trata-se de um piromaníaco, sendo o responsável por incêndios que ele mesmo apagou quando bombeiro e dentre eles o da mansão de Karen, sendo essa sua conexão.

### Emilie
Emilie é outra órfã que esteve Sheppard, mas estava doente e teve que se afastar dos demais para tratamento. Ao longo do terceiro jogo, Emilie acorda em uma mansão abandonada, logo sendo atacada pelas criaturas que vagam pelo local.

### Alessa
Um espirito maligno que parece estar conectado com Karen (a qual chama de "irmã") e as mortes no orfanato. Sua voz é ouvida volta e meia pelos personagens. Ao longo do jogo se revela que ela é mesmo irmã de Karen, que foi deixada por seus pais no orfanato (motivo desconhecido) e recebendo todo tipo de humilhação por parte das outras crianças. Também se é revelado que sua intenção além de se vingar, era usar a força daqueles espíritos para poder "despertar" seu espírito.

### Gary
É o pai de Vincent que desejava que ele fosse bombeiro como o pai, mas depois o desencoraja por achar que ele não seja "homem suficiente", o que deixa Vincent realmente traumatizado, e assim o tornando um piromaníaco. Só é visto em flashbacks.

## Recepção
Apesar da boa crítica, o jogo teve uma má recepção por uma boa parte dos fás, não só pela dificuldade de se criar um real clima de terror em jogos portáteis, mas também pelo baixo número de batalhas as quais deixam o jogo monótono, enigmas muito fáceis, mas principalmente pelo final considerado por muitos como péssimo, não por ser trágico, mas sim por ser cruel com personagens sem nenhuma culpa como Emilie, isso sem contar o amplo espectro de mistérios não explorados, a personagem Moon por exemplo desaparece no primeiro capítulo e é subentendido que morreu nas mãos de Alessa que afirmava que a mesma precisava "sentir isso".[carece de fontes?]